# Soul Hackers 2
Soul Hackers 2 est un Jeu vidéo de rôle édité et développé par Atlus. Il est sorti sur Windows,Xbox One, Xbox Series, Playstation 4 et Playstation 5 le 25 août 2022 au Japon et le 26 août 2022 en Occident. 
Le jeu est une suite à Devil Summoner: Soul Hackers sorti en 1997. Et le cinquième épisode de la série des Devil Summoner.

## Synopsis
Le jeu est un RPG avec un système de combat au tour par tour où l'on suit le périple de Ringo pour sauver le monde.